# Thierry Zig
Thierry Albert Zig, (nacido el 4 de julio de 1975 en Bondy, Francia) es un exjugador de baloncesto francés. Con 1.92 metros de estatura, jugaba en la posición de escolta.

## Trayectoria
- Levallois (1994-1997)
- Paris Basket Racing (1997-2001)
- Strasbourg IG (2001)
- Gijón Baloncesto (2001-2002)
- CB Málaga (2002)
- CB Granada (2002)
- Paris Basket Racing (2003)
- Club Bàsquet Tarragona (2003)
- Paris Basket Racing (2003)
- JDA Dijon (2004)
- Basket Livorno (2004-2005)
- Viola Reggio Calabria (2005-2006)
- Mlékárna Kunín (2006)
- ETHA Engomis (2007)
- PBC CSKA Sofia (2007)
- Juvecaserta Basket (2007)
- RB Montecatini (2007)
- Boulazac Basket Dordogne (2008-2009)
- Tremblay Athletique (2010-2012)